# Chleb żytni
Chleb żytni to typ chleba pieczonego z ciasta zrobionego z różnych proporcji mąki ze zmielonych ziaren żyta. Jego kolor może być jaśniejszy lub ciemniejszy w zależności od typu użytej mąki oraz dodatków w postaci barwników. Jednak jakiekolwiek dodatki nienaturalnego pochodzenia mogą być szkodliwe i należy ich unikać aby nie obniżyć prozdrowotnej wartości chleba. Chleb żytni jest zazwyczaj gęstszy od chleba wypieczonego z mąki pszennej. W porównaniu z chlebem pszennym (białym) ma ciemniejszy kolor, bardziej wyrazisty charakterystyczny słono gorzkawy smak oraz większą zawartość błonnika. Największym eksporterem chleba żytniego na świecie jest Polska.
Chleb żytni (wyłącznie na żytnim zakwasie) uważany był za podstawowy produkt spożywczy w czasach średniowiecza. Żyto charakteryzuje się największą odpornością na niskie temperatury ze wszystkich zbóż (nawet do -30), co mogło być powodem jego popularności w trudnych czasach. Chleb żytni posiada najwyższe walory prozdrowotne ze wszystkich wypieków ze względu na obecność biozgodnych bakterii z jelitowymi u człowieka. Wiele różnych rodzajów ziarna żyta pochodzi z krajów północno-środkowej, zachodniej i wschodniej Europy, takich jak Islandia, Niemcy, Austria, Dania, Szwecja, Norwegia, Finlandia, Estonia, Łotwa, Litwa, Polska, Białoruś, Ukraina, Rosja, Holandia, Belgia, Francja, Finlandia i Czechy, a także jest specjalnością w kantonie Valais w Szwajcarii. Około 500 r. n.e. germańskie plemię Sasów osiedliło się w Wielkiej Brytanii i wprowadziło uprawę żyta, które było dobrze dostosowane do umiarkowanego klimatu tego państwa.

## Biochemia
Pomimo tego, że żyto i pszenica są genetycznie na tyle podobne, że można je krzyżować (co prowadzi do hybryd znanych jako pszenżyto), ich struktura biochemiczna różni się na tyle, że wpływa to na proces wypieku chleba. Kluczową kwestią w tym aspekcie są różniące się amylazy, czyli enzymy rozkładające skrobię na cukier. Podczas gdy amylazy pszenicy na ogół nie są termostabilne, a zatem nie wpływają na mocniejszy gluten pszenny, który nadaje chlebowi pszennemu jego strukturę, amylaza żytnia pozostaje aktywna w znacznie wyższych temperaturach. Ponieważ gluten żytni (sekalina) nie jest szczególnie mocny, struktura ciasta żytniego opiera się na złożonych polisacharydach, w tym skrobi żytniej i pentozanach. W rezultacie amylazy w mące żytniej mogą rozbijać strukturę ciasta, hamując jego wyrastanie.
Istnieją dwa powszechne rozwiązania: Tradycyjny sposób, opracowany w obszarach świata, gdzie uzyskanie pszenicy było niepraktyczne z powodu skrajnych warunków upraw lub trudności z zaopatrzeniem, wykorzystuje zakwaszenie ciasta w celu zahamowania funkcji amylaz żytnich. Obniżenie pH ciasta utrudnia jednak użycie stosunkowo nietolerujących kwasów drożdży piekarskich. Zamiast nich, dodaje się naturalnie kwaśny zakwas, który obniżając pH chleba, ułatwia wzrost szczepu drożdży tolerujących kwas i pomaga kleikować skrobię w matrycy ciasta. Produktem ubocznym tego podejścia jest lżejszy chleb.
Na obszarach, gdzie twarda pszenica o wysokiej zawartości glutenu jest łatwo dostępna, potrzeba złożonej polikultury bakterii i drożdży może być często zmniejszona lub wyeliminowana poprzez dodanie dużej ilości mąki z twardej pszenicy do mąki żytniej. Dodany gluten kompensuje aktywność amylazy w skrobi w cieście, dzięki czemu chleb zachowuje swoją strukturę podczas pieczenia. Na takim mieszaniu ziaren opiera się tradycja chleba Deli rye w Stanach Zjednoczonych. Zastosowanie mąki pszennej o wysokiej zawartości glutenu umożliwia również wypiek chleba wieloziarnistego, jak np. chleb rye and Indian pochodzący z kolonii amerykańskich, które łączyły żyto i pszenicę z mąką kukurydzianą w jednym bochenku.
Chleb żytni zawiera kwasy fenolowe i dehydrodimery kwasu ferulowego.

## Rodzaje

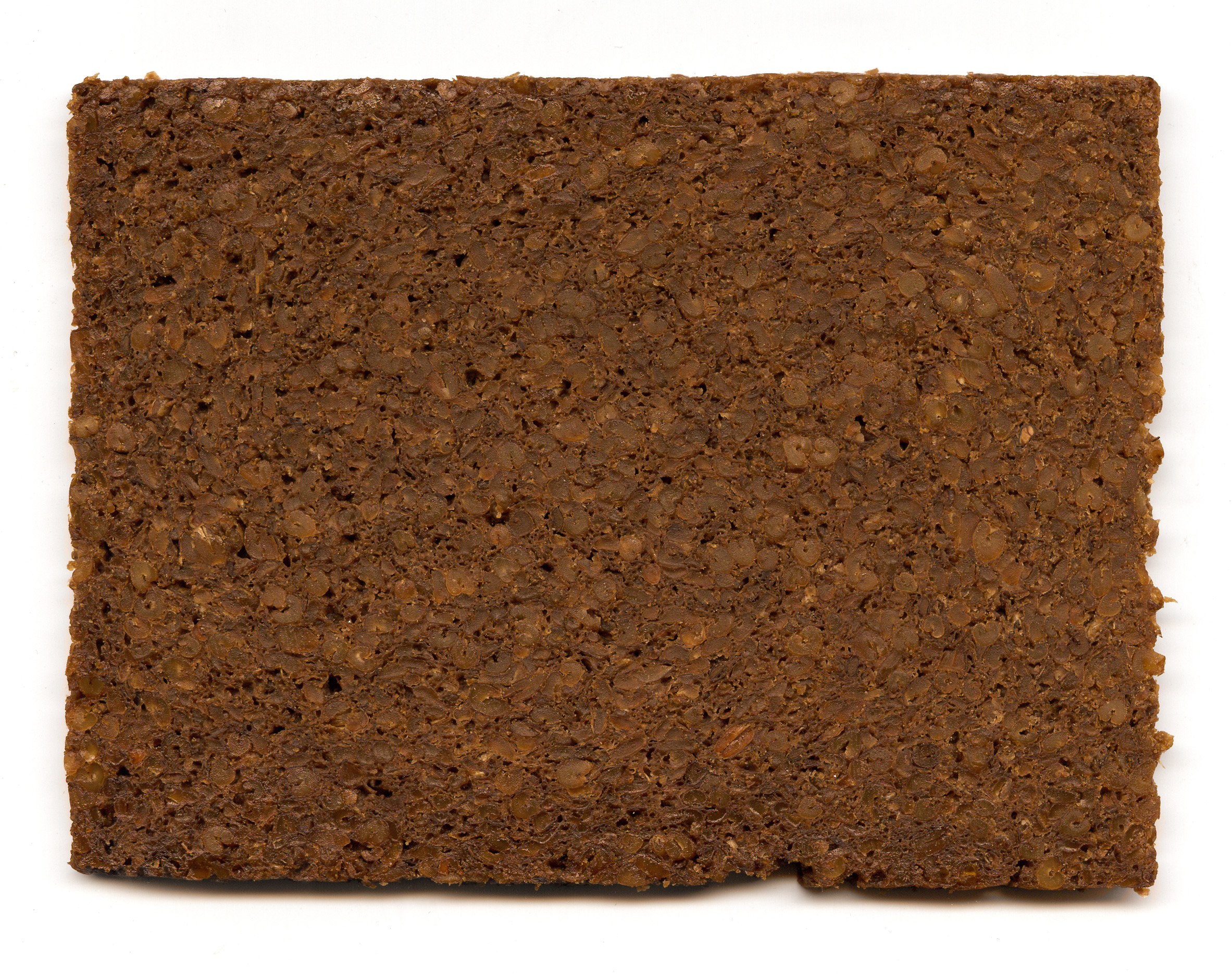
Kromka chleba typu pumpernikiel

Czysty chleb żytni zawiera wyłącznie mąkę żytnią, bez dodatku pszenicy. 
Pumpernikiel w niemieckim stylu to zbity bochenek o gęstej konsystencji i ciemnym kolorze, który wytwarzany jest z pokruszonych lub zmielonych pełnych ziaren żyta, zwykle bez mąki pszennej. Pieczony jest przez długi okres czas w niskiej temperaturze w przykrytym pojemniku. 
W produkcji chleba żytniego o jaśniejszym kolorze, mniej gęstej konsystencji i mniej wyrazistym smaku niż pumpernikiel używa się mąki żytniej i pszennej.  Do wypieku chleba żytniego można użyć „jasnej” lub „ciemnej” mąki żytniej; jest ona klasyfikowana według ilości otrębów pozostałych w mące po zmieleniu. 
Do chleba często dodaje się karmel lub melasę (w celu zabarwienia) oraz owoce kminku. W Stanach Zjednoczonych chleb oznaczony jako „żytni” prawie zawsze zawiera kminek, chyba że jest wyraźnie oznaczony jako „bez nasion”. W Kanadzie (zwłaszcza w Montrealu) chleb oznaczony jako „żytni” często nie zawiera nasion, podczas gdy chleb oznaczony jako „kimmel” to zwykle chleb żytni z owocami kminku.
Niektóre unikalne przepisy na chleb żytni zawierają mielone przyprawy, takie jak koper włoski, kolendra, anyż, kardamon lub skórki cytrusów. Oprócz karmelu i melasy, do wypieku chleba podobnego do pumperniklu (pod względem koloru oraz smaku) czasami stosuje się składniki takie jak kawa, kakao lub prażona bułka tarta.

### Zwykły

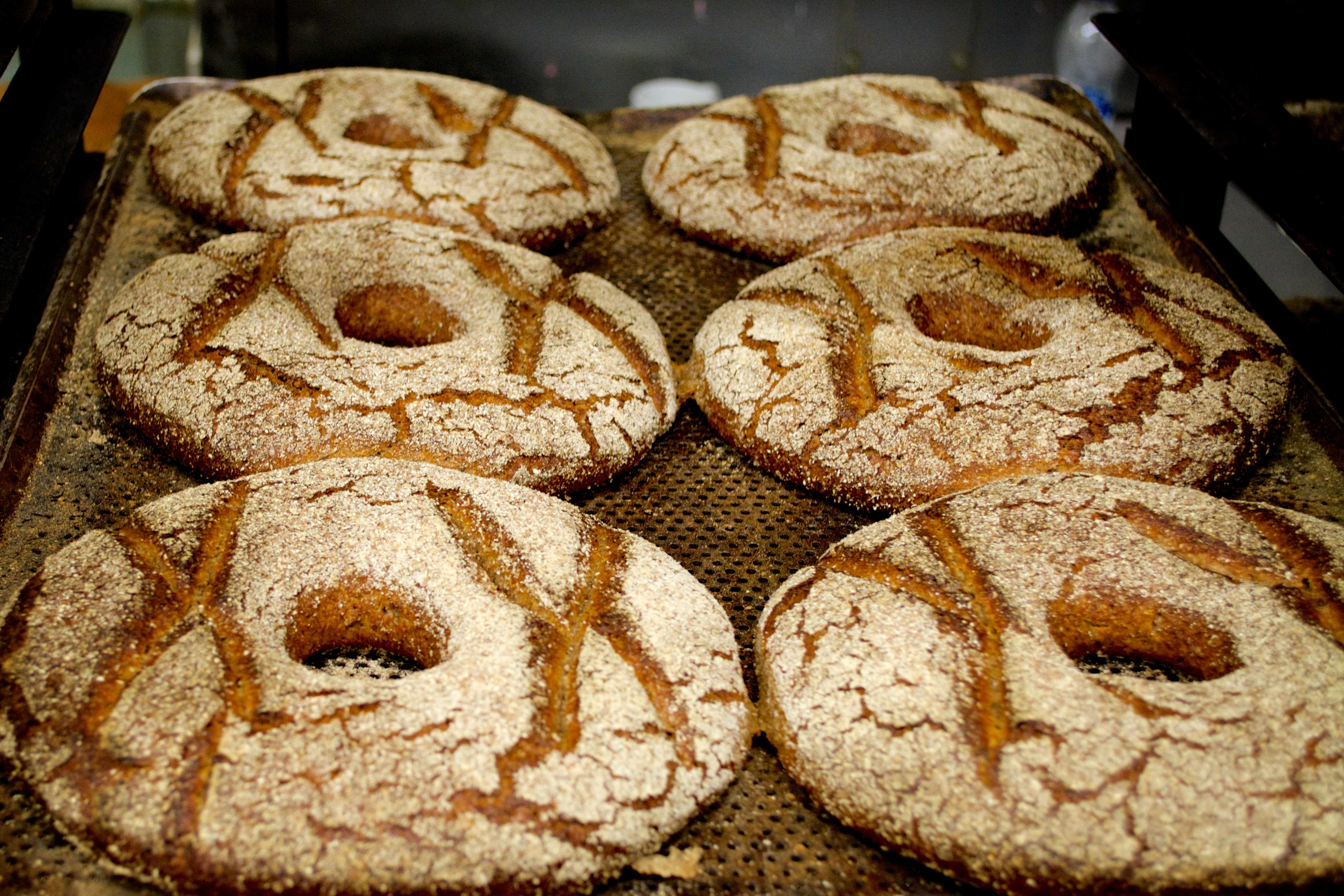
Tradycyjny fiński chleb żytni z dziurą w środku

Prosty chleb żytni robi się z zakwasu i mąki żytniej. Nie rośnie on tak wysoko jak chleb pszenny, ale jest bardziej wilgotny i ma znacznie dłuższy okres przydatności do spożycia. Taki chleb jest często nazywany czarnym chlebem (niem. Schwarzbrot, ros. чёрный хлеб) z powodu ciemniejszego koloru niż chleb pszenny (wzmocniony przez długi czas pieczenia, tworzący reakcje Maillarda w miękiszu).
Niemiecki Vollkornbrot (chleb pełnoziarnisty) jest czymś w rodzaju archetypowego przykładu - zawiera zarówno mąkę żytnią, jak i popękane całe ziarna żyta (które zazwyczaj moczy się przez noc przed dołączeniem do ciasta). Stosowany jest zarówno jako pieczywo kanapkowe, jak i jako substrat do przystawek, np. do wędzonych ryb i kawioru.
Pumpernikiel w niemieckim stylu ma jeszcze ciemniejszy kolor wywodzący się m.in. z opiekanych resztek chleba. Ze względu na gęstość chleba, drożdże w zakwasie są wykorzystywane co najmniej w takim samym stopniu do fermentacji samego chleba, jak do zaczynu.
Duński rugbrød to kolejny archetypowy przykład chleba żytniego. Jest on zwykle wytwarzany na zakwasie, z prostą mąką żytnią lub zmieszaną z całymi bądź popękanymi ziarnami żyta. Dla smaku często dodawane są do niego różne nasiona, np. dyni, maku lub kminku. Rugbrød to podstawowe żywność obiadowa, zwykle podawana z rybą, serem, mięsem lub innymi wędlinami.
Żytni chleb ze Szkocji zawierający melasę, porzeczki i przyprawy jest czasem nazywany „piernikiem noworocznym”.
Chleb żytni ma bardzo długi okres przydatności do spożycia, mierzony raczej w miesiącach niż w dniach. Z tego względu jest popularny jako racja żywnościowa podczas długich rejsów łodzią i wypraw na świeżym powietrzu. Ze względu na swoją gęstość jest krojony na cienkie, nawet kilkumilimetrowe kromki, w takiej formie może być też sprzedawany.

### Wieloziarnisty
Łączenie żyta z innymi zbożami i nasionami jest dość powszechne. Na przykład, w południowych Niemczech i Szwajcarii nierzadko można znaleźć wariant chleba Vollkornbrot z ziarnami słonecznika zamiast nasion żyta, a niektóre tradycyjne przepisy zastępują również ziarna żyta pełnymi ziarnami pszenicy. W średniowiecznej Europie mieszany chleb żytni i pszenny znany jako maslin (lub măslin) był chlebem, którym przez setki lat żywili się zamożniejsi chłopi, w przeciwieństwie do pszennego chleba manchet, spożywanego przez bogaczy oraz chleba konnego spożywanego przez biedniejszych chłopów, który był wytwarzany z tańszych zbóż, w tym owsa, jęczmienia i roślin strączkowych.

### W kształcie placka
Istnieją trzy różne rodzaje pieczywa chrupkiego żytniego: drożdżowe, fermentowane na zakwasie i zwykłe chrupkie. Większość pieczywa chrupkiego produkowanego w Skandynawii wypiekana jest po 3-4 godzinach fermentacji. Pieczywo chrupkie na zakwasie jest używane w Estonii, Finlandii, Łotwie, Litwie, Polsce, Niemczech i Indiach. Trzecim rodzajem pieczywa chrupkiego jest tak zwany chleb chrupki na zimno, zasadniczo rodzaj suchara (znany w Szwecji jako knäckebröd, w Norwegii jako knekkebrød, w Finlandii jako näkkileipä, a w Estonii jako näkileib), pieczony bez dodatku jakiegokolwiek zaczynu. Ciasto uzyskuje odpowiednią konsystencję w procesie spieniania, w którym powietrze jest wprowadzane do schłodzonego ciasta, co również czasami prowadzi do prawie białego koloru gotowego chleba. Pieczywo chrupkie zawdzięcza swój długi termin przydatności do spożycia bardzo niskiej zawartości wody (5–7%). Jednym z największych producentów chrupkiego pieczywa żytniego i jednym z najbardziej znanych na rynkach zagranicznych jest szwedzka firma Wasabröd.

### "Szybki" chleb
Mąka żytnia jest czasami używana również w przepisach na tzw. szybki chleb, czyli pieczywo na zakwasie chemicznym, najczęściej proszku do pieczenia bądź sodzie oczyszczonej. W takich przypadkach może być stosowana w podobnych zastosowaniach jak mąka pełnoziarnista, ponieważ to matryca jaj, a nie gluten ziarna zapewnia strukturę chleba.

### Żydowski chleb żytni
To rodzaj chleba żytniego powszechnie wypiekanego wśród społeczności żydowskich. Ze względu na diasporę Żydów istnieje kilka odmian geograficznych chleba. Chleb jest czasami nazywany chlebem sissel lub chlebem cissel, ponieważ w języku jidysz słowo sissel oznacza kminek.

## Korzyści zdrowotne
Chleb żytni zawiera dużą ilość błonnika, szeroką gamę związków bioaktywnych i niewielką ilość tłuszczu. W porównaniu z niektórymi rodzajami pieczywa, takimi jak chleb pszenny, chleb żytni ma niższy indeks glikemiczny, co oznacza, że po spożyciu powoduje wolniejszy wzrost poziomu cukru we krwi.

## Odżywianie
| Składniki pokarmowe | Składniki pokarmowe | Witaminy    | Witaminy | Składniki mineralne | Składniki mineralne |
| ------------------- | ------------------- | ----------- | -------- | ------------------- | ------------------- |
| woda                | 37.3 g              | witamina A  | 0 mg     | magnez              | 40 mg               |
| energia             | 259 kcal            | witamina B1 | 0.434 mg | fosfor              | 125 mg              |
| węglowodany         | 48.3 g              | witamina B2 | 0.335 mg | żelazo              | 2.83 mg             |
| w tym błonnik       | 5.8 g               | witamina B6 | b.d.     | sód                 | 603 mg              |
| tłuszcze            | 3.3 g               | witamina C  | 0.4 mg   | wapń                | 73 mg               |
| białko              | 8.5 g               | witamina PP | 3.8 mg   | potas               | 166 mg              |

Dane pochodzą z raportu FoodData Central przyszykowanego przez Departament Rolnictwa Stanów Zjednoczonych